# Зурен, Райнхард
Райнхард Йоханн Хайнц Пауль Антон Зурен (нем. Reinhard Johann Heinz Paul Anton Suhren, 16 апреля 1916, Лангеншвальбах — 25 августа 1984, Хальстенбек) — немецкий командир-подводник времён Второй мировой войны, кавалер Рыцарского креста железного креста с Дубовыми листьями и Мечами, один из трёх подводников, удостоенных этой награды.
5 апреля 1935 года Зурен вступил в рейхсмарине. После курса молодого бойца во второй роте второго подразделения «кадровой корабельной дивизии» Балтийского моря в Штральзунде он продолжил обучение на учебном барке Горх Фок (18 июня 1935—26 сентября 1935). Он служил год в должности первого вахтенного офицера на подводной лодке U-48, где был награждён Рыцарским крестом Железного креста. В апреле 1941 года он получил команду над лодкой U-564, и в августе 1941 года потопил британский корвет HMS Zinnia.
В октябре 1942 года он покинул лодку и стал инструктором. Позже он служил в 27-й подводной флотилии вместе в корветтен-капитаном Эрихом Топпом. Во время последнего года войны произведённый во фрегаттен-капитаны Зурен был главнокомандующим подводных сил в норвежских водах и с сентября 1944 года — Северного моря.

## Боевые успехи
Райнхард Зурен потопил 18 торговых судов (95 544 брт), одно военное судно (900 брт) и повредил 4 судна (28 907 брт).
| Дата            | Название корабля  | Государство флага | Водоизмещение, брт | Результат                           |
| --------------- | ----------------- | ----------------- | ------------------ | ----------------------------------- |
| 27 июня 1941    | Kongsgaard        | Норвегия          | 9467               | повреждён 60°00′ с. ш. 30°42′ з. д. |
| 27 июня 1941    | Maasdam           | Нидерланды        | 8812               | потоплен 60°00′ с. ш. 30°35′ з. д.  |
| 27 июня 1941    | Malaya II         | Великобритания    | 8651               | потоплен 59°56′ с. ш. 30°35′ з. д.  |
| 29 июня 1941    | Hekla             | Исландия          | 1215               | потоплен 58°20′ с. ш. 43°00′ з. д.  |
| 22 августа 1941 | Clonlara          | Ирландия          | 1203               | потоплен 40°43′ с. ш. 11°39′ з. д.  |
| 22 августа 1941 | Empire Oak        | Великобритания    | 484                | потоплен 40°43′ с. ш. 11°39′ з. д.  |
| 23 августа 1941 | HMS Zinnia        | Великобритания    | 900 т              | потоплен 40°25′ с. ш. 10°40′ з. д.  |
| 24 октября 1941 | Alhama            | Великобритания    | 1352               | потоплен 35°42′ с. ш. 10°58′ з. д.  |
| 24 октября 1941 | Ariosto           | Великобритания    | 2176               | потоплен 36°20′ с. ш. 10°50′ з. д.  |
| 24 октября 1941 | Carsbreck         | Великобритания    | 3670               | потоплен 36°20′ с. ш. 10°50′ з. д.  |
| 11 февраля 1942 | Victolite         | Канада            | 11 410             | потоплен 36°12′ с. ш. 67°14′ з. д.  |
| 16 февраля 1942 | Opalia            | Великобритания    | 6195               | повреждён 37°38′ с. ш. 66°07′ з. д. |
| 3 мая 1942      | Ocean Venus       | Великобритания    | 7174               | потоплен 28°21′ с. ш. 80°23′ з. д.  |
| 4 мая 1942      | Eclipse           | Великобритания    | 9767               | повреждён 26°30′ с. ш. 80°00′ з. д. |
| 5 мая 1942      | Delisle           | США               | 3478               | повреждён 27°06′ с. ш. 80°03′ з. д. |
| 8 мая 1942      | Ohioan            | США               | 6078               | потоплен 26°31′ с. ш. 79°59′ з. д.  |
| 9 мая 1942      | Lubrafol          | Панама            | 7138               | потоплен 26°26′ с. ш. 80°00′ з. д.  |
| 14 мая 1942     | Potrero del Llano | Мексика           | 4000               | потоплен 25°35′ с. ш. 80°06′ з. д.  |
| 19 июля 1942    | Empire Hawksbill  | Великобритания    | 5724               | потоплен 42°29′ с. ш. 25°56′ з. д.  |
| 19 июля 1942    | Lavington Court   | Великобритания    | 5372               | потоплен 42°38′ с. ш. 25°28′ з. д.  |
| 19 августа 1942 | British Consul    | Великобритания    | 6940               | потоплен 11°58′ с. ш. 62°38′ з. д.  |
| 19 августа 1942 | Empire Cloud      | Великобритания    | 5969               | потоплен 11°58′ с. ш. 62°38′ з. д.  |
| 30 августа 1942 | Vardaas           | Норвегия          | 8176               | потоплен 11°35′ с. ш. 60°40′ з. д.  |

## Военные звания
- оберфенрих цур зее (мичман) 1 января 1938
- лейтенант цур зее 1 апреля 1938
- капитан-лейтенант 1 января 1942
- корветтен-капитан (капитан 3 ранга) сентября 1942

## Награды
- Медаль «В память 1 октября 1938 года» (20 декабря 1939)
- Нагрудный знак подводника (21 декабря 1939)
- Железный крест 2-го класса (25 сентября 1939)
- Железный крест 1-го класса (25 февраля 1940)
- Рыцарский крест Железного креста с дубовыми листьями и мечами
  - рыцарский крест (3 ноября 1940)
  - дубовые листья (31 декабря 1941)
  - мечи (1 сентября 1942)
- Нагрудный знак подводника с бриллиантами (1 января 1942)
- Крест «За военные заслуги» 2-го класса с мечами (30 января 1944)
- Упоминание в «Вермахтберихт» (17 февраля 1945)